# Piazzetta Sant'Anna

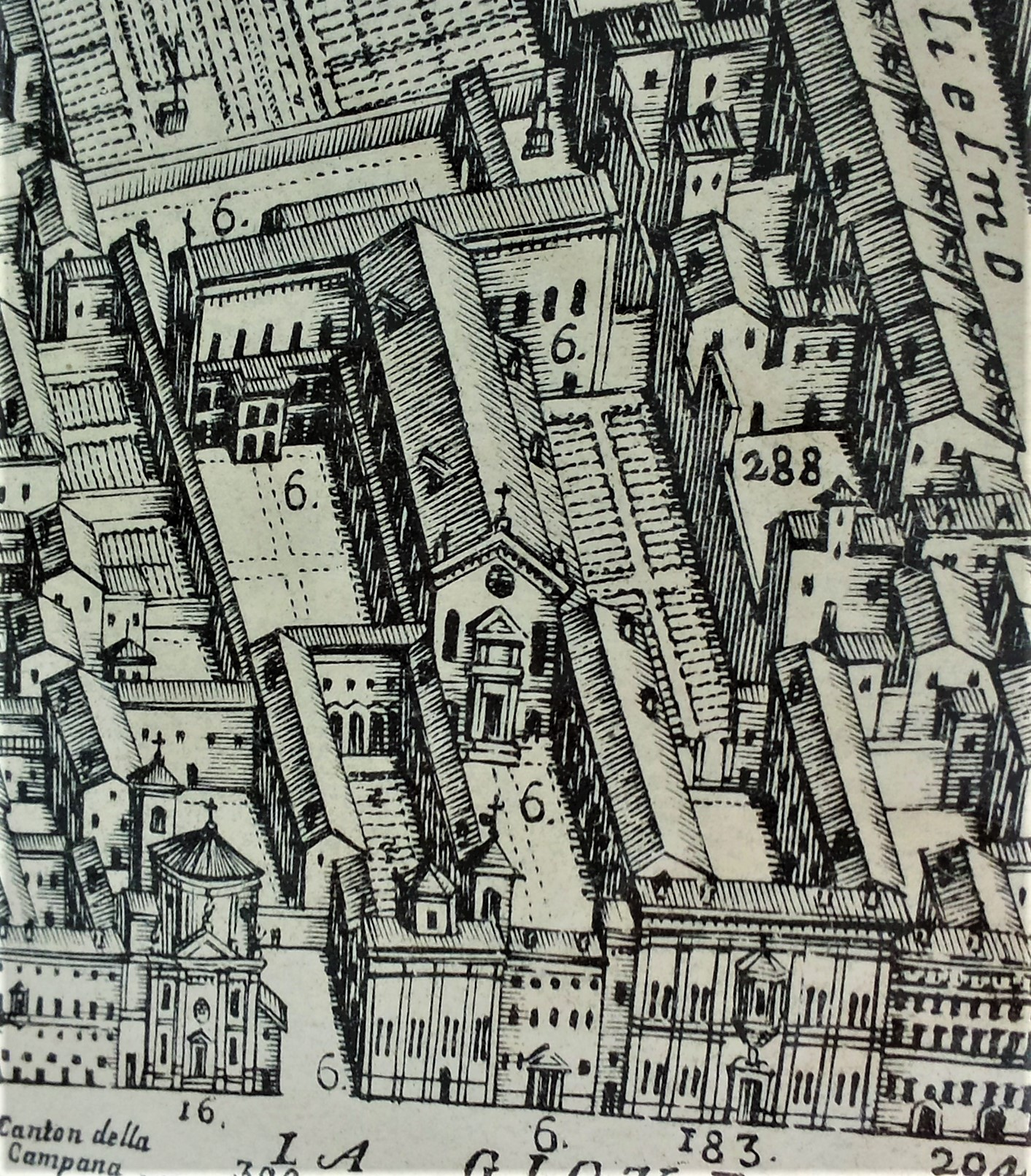
L'ospedale Sant'Anna in una stampa del 1747 di Andrea Bolzoni

Piazzetta Sant'Anna è una piazza di Ferrara ubicata nel centro storico cittadino.
In origine è stata un chiostro all'interno degli edifici del primo nosocomio cittadino, dedicato a sant'Anna.

## Storia

### Periodo degli Estensi
Nel XV secolo gli Estensi pensarono alla costruzione di un ospedale a Ferrara. L'8 ottobre 1440 ottennero una bolla pontificia da papa Eugenio IV che autorizzava tale progetto e Giovanni Tavelli da Tossignano, vescovo della città, si adoperò per tale costruzione, dedicata ai poveri e agli ammalati. 
L'area adatta fu individuata a nord della città medioevale, vicino all'allora Porta dei Leoni ed al Castello Estense, dove sorgeva un antico monastero di frati agostiniani, costruito nel 1304, e nel quale c'era un oratorio dedicato a Sant'Anna.
Al suo interno vi si trovava la cosiddetta cella del Torquato Tasso, in cui il poeta venne rinchiuso per la sua presunta pazzia.

### Addizione novecentista
Agli inizi del XX secolo l'area è stata interessata all'opera di urbanizzazione voluta dal Comune di Ferrara conosciuta come Addizione Novecentista. La progettazione fu affidata all'ingegnere Carlo Savonuzzi, venne abbattuta parte degli edifici dell'ex ospedale e si realizzò la costruzione della nuova sede del Conservatorio (il cui auditorium confina perfettamente con l'antica entrata dell'ospedale) ed il Museo di Storia Naturale.
La nuova riqualificazione seguì in chiave moderna le linee generali del razionalismo italiano, alle quali Carlo Savonuzzi si ispirò nei suoi interventi sul tessuto urbano cittadino.

## Situazione odierna
La piazzetta si affaccia sulla via Boldini, creata con la ristrutturazione degli anni trenta. Negli anni 2000 è stata trasformata in zona pedonale, con una pavimentazione rialzata rispetto all'originale e l'aggiunta di un muretto a separarla dalla strada accanto.
Nel corso del restauro si sono mantenuto intatte le caratteristiche strutturali esterne degli edifici che la circondano.